# بشر فارس
بِشْر فارِس (20 ديسمبر 1906 - 21 فبراير 1963) كاتب قصصي ومسرحي وشاعر لبناني. ولد في بكفيا من قضاء المتن، وكان اسمه إدوار في الولادة. هاجر إلى مصر ودرس فيها، وهناك غيّر اسمه إلى بشر. سافر إلى باريس ودرس في جامعتها، ونال شهادة الدكتوراه في الأدب العربي سنة 1932. عاد إلى مصر وعمل أستاذًا في الجامعة المصرية. له مسرحيات وقصص ومؤلفات في الأدب والفن الإسلامي وقد كتب بالفرنسية أيضًا. تأثر في أدبه بمدرسة الرمزية الفرنسية، ويعد من رواد الرمزية في الأدب العربي.

## سيرته
ولد بشر فارس في بكفيا في لبنان يوم 20 ديسمبر 1906 لعائلة مارونية وكان اسـمه عند الولادة إدوار. هاجر إلى مصر ودرس فيها، وهناك غيّر اسمه إلى بشر، واحتفظ باسمه الأصلي حتى نال شـهادة الدكتوراه في الآداب من جامعة السوربون في باريس عام 1932. ويقال إن أحمد زكي باشا هو الذي أطلق عليه اسم بشر.

وفي مصر، التحق بمدرسة الآباء اليسوعيين في القاهرة، ثم ذهب إلى فرنسا لمتابعة تحصيله العالي فنال الدكتوراه بأطروحة عنوانها «العِرْض عند عرب الجاهلية»، ثم زار ألمانيا وبعد أن مكث فيها مدة، عاد إلى مصر. تولى أمانة سر المجمع العلمي المصري وقام بالتدريس في جامعة القاهرة.

توفي بشر فارس يوم 21 فبراير 1963 في القاهرة إثر نوبة قلبية.

## أسلوبه
قال عنه إميل يعقوب «نهج نهجًا خاصًا في الأدب حيث نبش اللفظة المعجرة، وكان انطوائيًا منغلقًا في أدبه، فابتعد عن المجتمع؛ ونتج شعره رمزيًا متعقّلا. »

## مؤلفاته
من مسرحياته:
- «مفرق طريق»، 1938
- «جبهة الغيب: أحدوثة شرقية في خمس مراحل»، 1941

من مجموعاته القصصية:
- «سوء تفاهم»، 1942

من كتبه:
- «الظلال في الأدب»، 1948
- «سوانح مسيحية وملامح إسلامية»، 1962
- «مكارم الأخلاق: عبارة إسلامية أخّاذة»
- «سر الزخرفة الإسلامية: تمهيد»، 1952
- «منمنمة دينية» عن أسلوب التصوير العربيّ البغدادي.
- «اصطلاحات عربية لفن التصوير»
- «الظلال في الأدب»
- «مباحث عربية»
- «كيف زوقت العرب كتب الأدب»
- «اصطلاحات عربية لفن: التصوير» رسالة صغيرة.

كتب عنه جورج عيسى دراسة شعرية بعنوان «شعر بشر فارس: رائد المذهب الرمزي في الأدب العربي (1906 م- 1963 م)»

## وصلات خارجية
- في موقع الأرشيف المجلات